# John Galsworthy

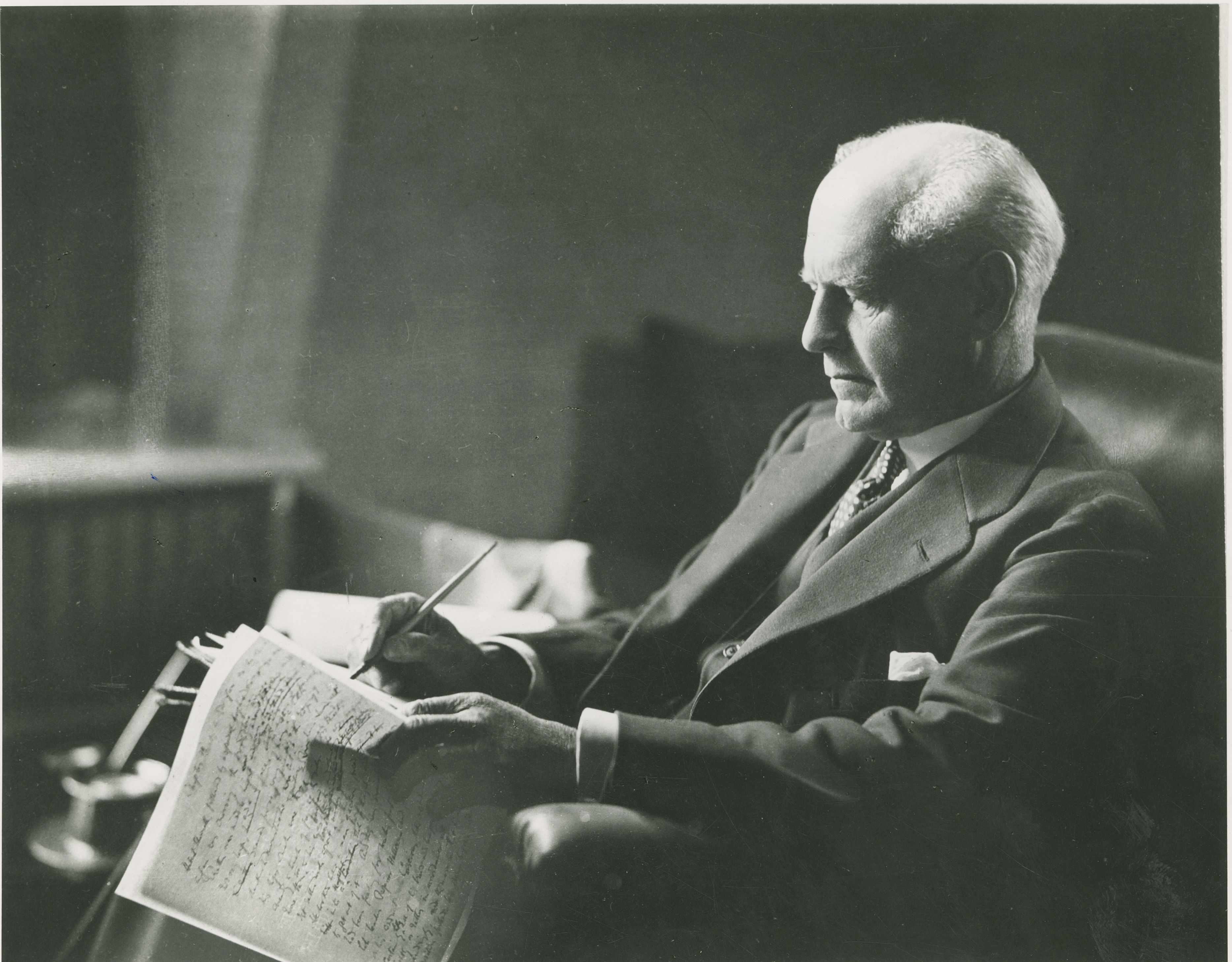
John Galsworthy mentre corregge delle bozze

(John Galsworthy, Il possidente, 1906)
John Galsworthy (Coombe, 14 agosto 1867 – Hampstead, 31 gennaio 1933) è stato uno scrittore e drammaturgo inglese, premio Nobel per la letteratura.

## Biografia
John Galsworthy è il secondogenito di quattro figli di una ricca famiglia del Surrey. Figlio di un avvocato di successo, studia all'antica scuola di Harrow (vi aveva studiato Lord Byron all'inizio del precedente secolo) e poi al New College di Oxford dove consegue il diploma in legge nel 1889. In seguito passa al Lincoln's Inn di Londra. Si dedica ben poco all'attività professionale preferendo all'attività paterna i viaggi. Viaggia dunque per il mondo con una vaga idea di approfondire gli studi di diritto internazionale.
Di ritorno dall'Australia conosce in nave Joseph Conrad, al tempo secondo di bordo, e ne nacque un'amicizia profonda e duratura. È da questo incontro che Galsworthy si avvicina alla letteratura. Apprezza i lavori di Turgenev, Tolstoj e Kipling. Tramite Conrad conosce il critico Edward Garnett. Comincia così a pubblicare a sue spese, sotto lo pseudonimo di John Sinjohn, i primi lavori.
Inizia la stesura del suo capolavoro, la trilogia La saga dei Forsyte, nel 1906 con la pubblicazione de Il possidente (A man of property). Del 1920 è Nella ragnatela (In chancery) e dell'anno successivo l'ultimo capitolo della saga Affittasi (To let). Continua a lavorare alla saga scrivendo altri racconti e interludi poi raccolti in volume: Una commedia moderna (A modern comedy), scritto tra il 1924 e il 1928, The End of the Chapter, scritta tra il 1931 e il 1933. Noto anche per diverse opere teatrali, tra cui Justice del 1910, che riscosse tanto successo e suscitò tanto clamore da condurre ad una modifica della legislazione sulle prigioni inglesi.

## Altre opere
- The Salvation of Swithin Forsyte (1900), La redenzione di un Forsyte, Landscape Books, 2020, e in I racconti di casa Forsyte (On Forsyte 'change), Landscape Books, 2018
- Villa Rubein (1900), Un cavaliere, Marsilio, 1995
- The Island Pharisees (1904), I farisei dell'isola, Corbaccio, 1928
- The Silver Box (1906)
- The Country House (1907), La casa di campagna, Elliot, 2018
- Strife (1909)
- The Patrician 81911), Il patrizio, Elliot, 2019
- Memories (1912), Chris, lo spaniel nero, Robin, 2021
- The Dark Flower (1913), Il cupo fiore, Ed. A. Barion, 1933
- The Mob (1914)
- The Apple Tree (1916), L'albero delle mele, Elliot, 2019
- A Stoic (1918), Il vecchio mastino, Mattioli 1885, Fidenza 2019 traduzione di Silvia Lumaca ISBN 978-88-6261-682-9
- The Skin Game (1920)
- The First and the Last (1921), Il primo e l'ultimo, Sellerio, 1995, Edizioni clandestine, 2017
- The White Monkey (1924)
- The Silver Spoon (1926)
- A Silent Wooing (1927)
- Passersby (1927)
- Swan Song (1928)
- On Forsyte Change (1930)
- Abracadabra and other satires, Abracadabra e altre satire, Robin, 2013

## Premi
Premio Nobel per la Letteratura 1932 per la sua originale arte narrativa, che trova la sua forma più alta ne La saga dei Forsyte